# Bobbi Kristina Brown
Bobbi Kristina Brown (Livingston, Essex megye (New Jersey), 1993. március 4. – Duluth, Gwinnett megye, 2015. július 26.) amerikai tévés személyiség, Whitney Houston és Bobby Brown lánya.
Whitney egyetlen gyereke, Bobby hét gyereke közül a középső. Gyermekkora nehéz volt szülei drogproblémái és családon belüli erőszakkal teli házassága miatt. 14 éves volt, mikor a szülei elváltak, és az anyja kapta a gyerekfelügyeleti jogot.
Bobbi Kristina anyja több dalában is énekelt, egészen kis korától fogva. Mikor a 2015-ös Whitney-film készült, Bobbi Kristina dühös volt a rendező Angela Bessettre, amiért más kapta Whitney szerepét a filmben. Angela azt nyilatkozta, hogy tisztában kellene lennie vele, hogy a színészet külön szakma, és Bobbi Kristina nem színésznő.
2012-ben anyja, Whitney meghalt. Bobbi Kristina úgy döntött, énekesként anyja nyomdokaiba lép.
Októberben eljegyezte magát egy régi barátjával, Nick Gordonnal. Bobbi Kristinát 2015 januárjában eszméletlenül találták a fürdőkádban. 6 hónapig kómában volt, és júliusban meghalt. Nick Gordont felelősnek találták a halálában, és 36 millió dolláros kártérítést kellett fizetnie. 2020 januárjában Nick Gordont holtan találták.

## További információ
- Bobbi Kristina Brown az Internet Movie Database-ben (angolul)